# Antonin Proust
Antonin Proust (Niort, 15 marzo 1832 – Parigi, 20 marzo 1905) è stato un giornalista e politico francese.

## Biografia

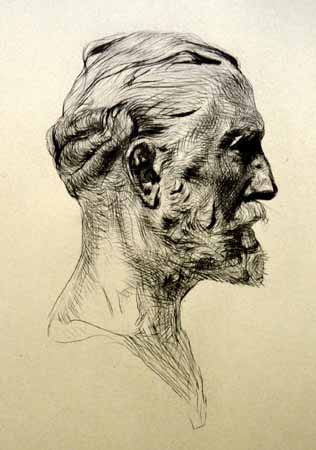
Disegno a matita raffigurante Antonin Proust, eseguito da Auguste Rodin.

Nato a Niort, Deux-Sèvres, Antonin Proust (non imparentato col più celebre Marcel) era figlio del ricco notabile Théodore-Bara Proust. Negli anni '40 dell'Ottocento frequentò il Collège Rollin dove incontrò e si legò a quello che sarebbe divenuto uno dei suoi amici migliori, il pittore Édouard Manet. Nel settembre del 1850, Proust e Manet visitarono insieme lo studio di Thomas Couture per prendervi lezioni d'arte. Appassionatosi al giornalismo, collaborò col Courrier du dimanche (sotto lo pseudonimo di Antonin Barthélemy). Da sempre opposto alla politica di Napoleone III sin dall'ascesa di questi al governo, nel 1864, Proust fondò il giornale anti-imperialista La Semaine hebdomadaire a Bruxelles. Fu corrispondente di guerra per il giornale Le Temps nei primi giorni della guerra franco-prussiana, ma dopo la battaglia di Sedan (1870) decise di tornare a Parigi, dove si impegnò più attivamente in politica, divenendo segretario personale di Léon Gambetta e sovrintendente dell'opera rifugiati della capitale francese.
Entrò nella Camera dei Deputati come rappresentante per la sua città nativa nel 1876, schierandosi coi partiti di sinistra. Nel gabinetto Gambetta (1881–1882) fu ministro delle belle arti e firmò l'autorizzazione all'abbattimento dei ruderi del Palazzo delle Tuileries, incendiato durante la Comune di Parigi del 1871. Accusato assieme ad altri dello scandalo di Panama, venne riconosciuto innocente nel 1893. Dopo questo periodo visse ritirato dalla scena politica. Il 20 marzo 1905 si sparò alla testa e morì due giorni dopo per le ferite riportate.